# Fiesta de les Alfàbegues (Bétera)
La Fiesta de les Alfàbegues, albahacas en castellano, es una festividad que se celebra agosto en Bétera, España. Fue declarada fiesta de Interés Turístico Autonómico en 2007. 

## Historia
Aunque no existe una certeza absoluta sobre su origen, la festividad se vincula con antiguos rituales de fertilidad. La albahaca tiene su procedencia en la India, aunque también florece en África e islas del Pacífico. Su cultivo se ha extendido a regiones mediterráneas. Diversos pueblos de esta zona usaban la albahaca en ceremonias religiosas. En la antigua Grecia, se ofrecía la planta a los dioses para pedir fertilidad en las tierras. 
En Bétera, la tradición de cultivar a albahaca se remonta al siglo XIII. Se han encontrado vestigios del cutlivo de esta planta que marca una continuidad de la práctica a lo largo de los siglos. Desde entonces, la planta ha adquirido un valor cultural y tradicional. Su cultivo se ha especializado en el desarrollo de plantas de gran tamaño. En 2012, una albahaca alcanzó 2,86 metros de altura, convirtiéndose en la más alta plantada. 

## Descripción
La Fiesta de les Alfàbegues se celebra principalmente entre el 12 y el 22 de agosto. El acto principal consiste en la ofrenda de las albahacas a la Virgen de la Asunción, conocida localmente como Verge d'Agost. Las plantas decoradas mediante cañas envueltas en cintas compiten por obtener el ejemplar más alto y vistoso. La festividad combina la música, tocada por la dulzaina y el tabalet, actos populares y tradiciones religiosas como misas y otras ceremonias en honor a la Virgen. 
Durante la procesión, las albahacas son transportadas por las Obreras. Ellas son las encargadas de colaborar con la organización religiosa y festiva. Cada año se escogen dos obreras solteras y dos casadas, quienes representan a la localidad y se convierten en las protagonistas. Por otra parte, los Mayorales son quienes se encargan de organizar las fiestas. Recogen dinero mediante diversas actividades para ofrecer las mejores fiestas. 

## Actos principales
La rodà de les Alfàbegues (15 de agosto): Los Mayorales, junto a la dulzaina y el tabalet, recogen a las obreras solteras y se encaminan hacia el huerto de albahacas. Entonces empieza la ofrenda hacia la iglesia con las plantas colocadas por orden de altura. Recorren una distancia de un quilómetro donde las calles se llenan de confeti y música. La procesión dura aproximadamente unas tres horas porque tiene su propio ritual. 
Pirotecnia festiva: Durante la fiesta hay diferentes actos donde la pólvora es la protagonista. La noche del día 15 se celebra la Nit dels coets, donde los Mayorales y otros vecinos lanzan cohetes por el pueblo hasta la madrugada. El 17 de agosto tiene lugar la Cordà infantil dedicada a los más pequeños, tutelados por expertos coeteros. Ese mismo día es la Coetà del Gos donde los protagonistas son los Mayorales. 
Músicas y bailes tradicionales: El canto tradicional cobra gran importancia durante las fiestas. El Cant d'estil valencià está presente en la Nit d'alabes donde destaca la Cantà y el Ave María y también en el Cant d’albaes del 15 de agosto y la mañana del 16, cuando los cantaors visitan las casas de las Obreras y Mayorales para dedicarles estas composiciones. El baile folclórico se representa en la Dansà del día 14, acompañada por música en directo y la vestimenta típica de la festividad.